# Auriculariopsis
Auriculariopsis — рід грибів родини схізофілові (Schizophyllaceae). Назва вперше опублікована 1902 року.

## Класифікація
До роду Auriculariopsis відносять 7 видів:
- Auriculariopsis albomellea
- Auriculariopsis albomellea
- Auriculariopsis ampla
- Auriculariopsis flocculenta
- Auriculariopsis lanata
- Auriculariopsis melzeri
- Auriculariopsis patelliformis